# 許丕簡古厝
許丕簡古厝是中華民國金門縣金寧鄉后盤村后沙聚落的歷史建築，為金門縣早期僑匯建築之一，也是后沙聚落的代表性傳統建築，為金門縣縣定古蹟。

## 歷史
此古厝為金門籍商人許丕騰下南洋在新加坡致富後匯款返鄉修建，後許丕騰家道中落，決定將大宅以1200銀元出售給鄰村同在新加坡經商的同鄉，在菲律賓經商的族人許丕簡認為這樣一個大宅不應由外村人購走，遂以1500銀元將其買下，後來日軍占領金門後將其霸占，中華民國國軍進駐金門後亦長期駐扎此地，直到1970－1980年代才陸續撤出，2010年1月20日，金門縣政府公告其為縣定古蹟。

## 建築
許丕簡古厝的格局是金門少見的小六路厝，建築材料以磚、石、木為主，台基為花崗石，平面為大厝身五開間，正面由有磚雕的紅磚砌成，前方的中央是天井，兩側為櫸頭，包括東西兩廳一共分為八個房間，内外櫸頭為雙坡屋頂，十字磚砌墻、交趾陶脊墜、水車堵泥塑和東西敞廳門扇木雕工藝精美。

## 維護
由於古厝年久失修，加上白蟻侵蝕，左櫸頭屋頂倒塌，大廳和右房前側屋頂破損，墻門兩側身堵彩繪湮沒。2019年1月23日，中華民國文化部文化資產局補助1749萬新台幣，金門縣政府投入2500萬新台幣開始對古厝進行修繕。2020年9月，許丕簡古厝修繕工作完工，規劃開設民宿並開放主廳供遊客參觀。